# Pomacentrus nigromanus
Pomacentrus nigromanus ist ein im Indopazifik verbreiteter Fisch in der Familie der Riffbarsche.

## Merkmale
Dieser Fisch wird bis zu 90 mm lang. Er ist durch eine graue Grundfarbe, einen gelben Bereich am hinteren Körper sowie an der Rücken- und Schwanzflosse, einen schwarzen Fleck an jeder Brustflosse und einen breiten schwarzen Streifen an der unteren Afterflosse gekennzeichnet. Bei der ähnlichen Art Pomacentrus nigromarginatus ist der Streifen an der Kante der Afterflosse sehr schmal. Manchen Populationen fehlt die gelbe Stelle. In der Rückenflosse befinden sich 13 Hartstrahlen und 13 bis 14 Weichstrahlen. Es sind zwei Hartstrahlen und 14 bis 15 Weichstrahlen in der Afterflosse vorhanden.

## Verbreitung und Lebensweise
Das Verbreitungsgebiet reicht von den Molukken über Neuguinea und das nördliche Australien bis nach Neukaledonien. Die Exemplare halten sich an Korallenriffen in 6 bis 60 Meter Tiefe auf und bevorzugen die Nähe der Korallengattungen Acropora, Isopora, Pocillopora, Porites sowie Seriatopora.
Die Nahrung der tagaktiven Tiere besteht aus Krebstieren, Fischeiern, Wirbellosen und Algen. Zur Fortpflanzungszeit bilden Männchen und Weibchen Paare. Das Weibchen befestigt die Eier an Objekten, worauf sie vom Männchen bewacht werden.

## Gefährdung
Die IUCN listet die Art aufgrund fehlender Bedrohungen und der großen Gesamtpopulation als nicht gefährdet (least concern).